# Charlotte Sartre
Charlotte Sartre (California, 6 dicembre 1994) è un'attrice pornografica e regista statunitense.

## Biografia
Nata e cresciuta nel nord della California, cominciò a interessarsi alla pornografia dopo aver scoperto i video dell'ex attrice statunitense Sasha Grey. All'età di 18 anni iniziò a lavorare come camgirl, attività che svolse per poco più di un anno mentre andava al college.
La sua carriera come attrice pornografica è iniziata nel 2015, all'età di 21 anni. Per il suo debutto ha scelto di usare uno pseudonimo composto dal suo reale nome di battesimo e dal cognome del filosofo esistenzialista francese Jean-Paul Sartre.
Tra i suoi tratti distintivi, oltre ai piercing ad entrambi i capezzoli e all'ombelico (dal 2016), ci sono oltre 10 tatuaggi distribuiti in varie parti del corpo tra cui il titolo in spagnolo dell'opera La nausea di Sartre sul seno e un ritratto ispirato a William-Adolphe Bouguereau che dipinge Dante e Virgilio sulla coscia sinistra.
Afferma di amare particolarmente il sesso anale e la sottomissione, compresa l'urofilia. Ha lavorato con compagnie specializzate nel genere alt porn come Burning Angel o Kink.com e per società come Many Vids, Evil Angel, Spizoo, Severe Sex, Tushy, Zero Tolerance, Filly Films, Diabolic, Le Wood Productions e Kelly Madison Productions a scene a tema bondage, sadomasochista e feticista. Nel 2019 ha ottenuto il suo primo AVN.
Al 2022 ha girato oltre 500 scene e ne ha dirette 6.

## Vita privata
Dal 16 febbraio 2019 è sposata con il regista Lance Heart e si è trasferita a Las Vegas.

## Riconoscimenti
Nel corso della sua carriera da attrice ha ricevuto oltre 30 nomination e vinto 12 premi dell'industria pornografica, sia da parte di quella considerata mainstream sia da quella di genere alt porn, così ripartiti:

### Altporn Awards
- 2018 – Candidatura al premio Best Punk Shoot, Fucking Young Whores On Vacation per Orgy
- 2018 – Vincitrice del premio Female Performer of the Year
- 2019 – Candidatura al premio Female Performer of the Year

### AVN Awards
- 2017 – Candidatura al premio Fan Award: Hottest Newcomer
- 2018 – Candidatura al premio Best Sex Scene in a Foreign-Shot Production per Rocco: Sex Analyst
- 2019 – Most Outrageous Sex Scene per Puppet Inside Me con Margot Downonme e Tommy Pistol[10]
- 2020 – Candidatura al premio Fan Award: Favorite Female Porn Star
- 2020 – Candidatura al premio Most Outrageous Sex Scene per Families Tied 44663

### Inked Awards
- 2019 – Candidatura al premio Best Anal

### Spankbank Awards
- 2016 – Candidatura al premio Most Awe Inspiring Gape
- 2016 – Candidatura al premio Spanking Slut of the Year
- 2016 – Candidatura al premio Tightest Twat
- 2016 – Candidatura al premio Webcam Girl of the Year
- 2017 – Candidatura al premio Best 'O' Face
- 2017 – Candidatura al premio Countess of Contortionism
- 2017 – Vincitrice del premio  Empress of Nipple Paradise
- 2017 – Candidatura al premio  Fun Sized Fuck Toy
- 2017 – Candidatura al premio  Life Sized Human Hand Puppet (aka Best Fistee)
- 2017 – Candidatura al premio  Most Awe Inspiring Gape
- 2017 – Candidatura al premio  Newcummer of the Year
- 2017 – Candidatura al premio  Prettiest Whore Mouth
- 2017 – Candidatura al premio  Red Bottomed Babe of the Year
- 2017 – Vincitrice del premio  Smooth As Silk (aka Best Bald Beaver)
- 2017 – Candidatura al premio  Snapchat Sweetheart of the Year
- 2017 – Candidatura al premio  Tattooed Temptress of the Year
- 2017 – Candidatura al premio  The Dirtiest Player in the Game
- 2017 – Candidatura al premio  Two Hot Dogs in a Hallway
- 2018 – Candidatura al premio  Airtight Angel of the Year
- 2018 – Candidatura al premio  Amazing Anal Artist of the Year
- 2018 – Candidatura al premio  Best DSL (Dick Sucking Lips)
- 2018 – Candidatura al premio  Bionic Butthole
- 2018 – Candidatura al premio  Cock Worshipper of the Year (Best Whore Knees)
- 2018 – Candidatura al premio  Cosplay Queen
- 2018 – Candidatura al premio  Empress of Nipple Paradise
- 2018 – Candidatura al premio  Fucking Nerd of the Year
- 2018 – Candidatura al premio  Fun Sized (Spinner of the Year)
- 2018 – Candidatura al premio  Gangbanged Girl of the Year
- 2018 – Candidatura al premio  Life Sized Human Hand Puppet (Best Fistee)
- 2018 – Candidatura al premio Most Awe Inspiring Gape
- 2018 – Candidatura al premio Most Comprehensive Utilization of All Orifices
- 2018 – Vincitrice del premio Pretty In Pink (Prettiest Pussy)
- 2018 – Candidatura al premio Silky Smooth (Best Bald Beaver)
- 2018 – Candidatura al premio Tattooed Temptress of the Year
- 2018 – Vincitrice del premio The Dirtiest Player in the Game
- 2018 – Vincitrice del premio Three Kielbasas in a Corridor (Triple Anal Pundit)
- 2018 – Candidatura al premio Tweeting Twat of the Year
- 2018 – Candidatura al premio Two Hot Dogs in a Hallway (Double Anal Prodigy)
- 2019 – Candidatura al premio ATM Machine
- 2019 – Vincitrice del premio ATOGM Girl of the Yea
- 2019 – Candidatura al premio Best Booty
- 2019 – Candidatura al premio Best Smile
- 2019 – Candidatura al premio Empress of Nipple Paradise
- 2019 – Candidatura al premio Fucking Nerd of the Year
- 2019 – Vincitrice del premio Golden Shower Goddess of the Year
- 2019 – Vincitrice del premio IBTC Khaleesi
- 2019 – Candidatura al premio  Life Sized Human Hand Puppet (Best Fistee)
- 2019 – Candidatura al premio  Most Awe Inspiring Gape
- 2019 – Candidatura al premio  Pretty In Pink (Prettiest Pussy)
- 2019 – Candidatura al premio Princess of the Piledriver
- 2019 – Candidatura al premio Sharing Is Caring (Cumswapping Cutie of the Year)
- 2019 – Candidatura al premio Silky Smooth (Best Bald Beaver)
- 2019 – Candidatura al premio Tattooed Temptress of the Year
- 2019 – Candidatura al premio The Dirtiest Player in the Game
- 2019 – Candidatura al premio Three Kielbasas in a Corridor (Triple Anal Pundit)

### Spankbank Technical Awards
- 2016 – Vincitrice del premio Best Display of Self Puppeteering or Fisting
- 2016 – Vincitrice del premio World's Greatest Omelet Chef
- 2017 – Vincitrice del premio Best "A/C Repairman Buttcrack" Impression
- 2017 – Vincitrice del premio  Wednesday Addams Slutty Doppleganger
- 2017 – Vincitrice del premio Best "A/C Repairman Buttcrack" Impression
- 2018 – Vincitrice del premio Best Use of Power Tools
- 2018 – Vincitrice del premio I'm Your (Toilet) Baby Tonight
- 2019 – Vincitrice del premio Potty Mouth. Literally.

### Transgender Erotica Awards Show
- 2020 – Candidatura al premio Best Girl-Girl Scene per TS Pussy Hunters 44817
- 2020 – Candidatura al premio Best Girl-Girl Scene per TS Pussy Hunters 44092
- 2020 – Vincitrice del premio Best Non-TS Female Performer
- 2022 – Vincitrice del premio Best Non-TS Female Performer[11]

### XBIZ Awards
- 2018 - Candidatura al premio Best Sex Scene - All-Girl Release per Ms. Grey: Darker

### XCritic AWARDS
2018 - Candidatura al premio Underrated Starlet:

### XRCO Awards
2019 - Candidatura al premio Superslut

## Filmografia parziale

### Attrice
- Anal Sex Scene with Charlotte Sartre (2015)
- Device Bondage 38907 (2015)
- Electrosluts 39099 (2015)
- Hardcore Gangbang 38937 (2015)
- Kink University 38958	(2015)
- Licking Owen Gray's Ass and Cock (2015)
- Owen Gray in All My Holes	(2015)
- Rimjobs For All (2015)
- Rimming and Blowjob with Charlotte (2015)
- Sensual blowjob with 19yo Charlotte (2015)
- Sucking Owen Gray (2015)
- Treat my Ass Horribly 1 (2015)
- Treat my Ass Horribly 2 (2015)
- TS Seduction 39330 (2015)
- Anal Bondage with Owen Gray (2016)
- Anal Sex in Bondage with Charlotte (2016)
- Anal Threesome	(2016)
- Babes On Fire 4 (2016)
- Baseball Player Fucks a Slut in the Ass (2016)
- Charlotte and Larkin Love Sucking Dick (2016)
- Charlotte Caught In The Shower (2016)
- Charlotte Cubed 1 (2016)
- Charlotte Loves Cock (2016)
- Charlotte Sarte Interview 21 and Fun (2016)
- Charlotte Sarte Licks Hot Pussy POV (2016)
- Charlotte Sartre All-Access POV (2016)
- Charlotte Sartre BTS BJ Photo Shoot (2016)
- Charlotte Sartre Rough Sex (2016)
- Charlotte Sartre Uncensored (Level 11) (2016)
- Cum Covered Toes (2016)
- Dark Hair Pale Skin Sapphism (2016)
- Dark Perversions 2 (2016)
- Dark Perversions 4 (2016)
- Device Bondage 17 (2016)
- Doctor's Punishment (2016)
- Everything Butt 39028 (2016)
- Everything Butt 41155 (2016)
- Everything for Me 1 (2016)
- Everything for Me 2 (2016)
- Exorcising A Monster Cock With Her Throat (2016)
- Fucked by Cassidy till I Cum (2016)
- Fucked Hard by Huge Cock (2016)
- Goth Girls Make Out n Smoke 2 Die Sooner (2016)
- Interview With Charlotte Sarte for Lespov (2016)
- Jessica Jones Fucked by Luke Cage (2016)
- Kink University 40502 (2016)
- Larkin Teaches Her Sister Charlotte How To Suck Cock (2016)
- Legal Porno SZ1527 (2016)
- Legal Porno SZ1530 (2016	)
- Mom and Daughter Double BJ and Titjob (2016)
- Mom And Daughter Sharing Some Cock (2016)
- Most Beautiful Thing Ever Filmed (2016)
- My First Double Anal (2016)
- Pigtailed Lesbo Sluts Lick Each Other (2016)
- Pink room fuck with Charlotte Sartre (2016)
- See How Much I Can Fit in My Ass (2016)
- Sitting Pretty (2016)
- Slobber Damage (2016)
- Sloppy Strapon Sucking with Cassidy (2016)
- Spank and Toy Tease w Cassidy (2016)
- Suckin Dick and Whatever	(2016)
- Sucking Cock in the Shower (2016)
- Teen Anal Fuck Dolls (2016)
- Throated: Charlotte Sartre (2016)
- Tilt-A-Girl (2016)
- Tips From A Master (2016)
- TS Pussy Hunters 39648 (2016)
- TS Seduction 3: Threesomes Edition (2016)
- TS Seduction 40698 (2016)
- Whipped Ass 40281 (2016)
- Wreck my Trash Ass (Wasted Youth 2) (2016)

### Regista
- Everything Butt 102678 (2021)
- Everything Butt 102679 (2021)
- Everything Butt 102680 (2021)
- Everything Butt 102681 (2021)
- Everything Butt 103237 (2021)
- Everything Butt 103238 (2022)